# Javier Garrido Behobide
Javier Garrido Behobide (Irún, Guipúzcoa, 15 de marzo de 1985), conocido como Javi Garrido, es un exfutbolista español que jugaba de defensa.

## Biografía

### Real Sociedad
Dio sus primeros pasos en el Colegio Público Dunboa de su ciudad natal, Irún. Fichó por la Real Sociedad de Fútbol cuando era infantil y siguió su formación en las categorías inferiores de ese club. Entre 2002 y 2004 formó parte de la plantilla de la Real Sociedad B, jugando en este equipo 50 partidos en la Tercera y Segunda división B.
Debutó con el primer equipo de la Real Sociedad en un partido de Copa del Rey el 8 de octubre de 2003. Entró a formar parte de la plantilla del primer equipo en la temporada 2004-05 para ocupar el hueco dejado por Agustín Aranzabal, que se había ido del club en el verano de 2004. En sus tres temporadas con la Real Sociedad en la Primera división española jugó 86 partidos y marcó 1 gol, siendo en esas 3 temporadas el jugador más utilizado en el lateral izquierdo de la Real Sociedad (90 partidos oficiales).
Su equipo descendió de categoría por primera vez en 40 años al finalizar la campaña 2006-07. Su juventud, categoría de internacional y experiencia en primera división le convertían en uno de los jugadores más apetecibles de la plantilla realista.
A pesar de comenzar la pretemporada con la Real, el club txuri-urdin, necesitado de dinero por sus problemas económicos, le vendió el 2 de agosto al Manchester City de la Premier League por 2,2 millones de euros (£1.5m). Garrido firmó un contrato de 4 años con el City, hasta 2011.

### Manchester City
Debutó con el Manchester City el 11 de agosto contra el West Ham United. Garrido inició la temporada como titular en el lateral izquierdo y tomó parte en el arranque liguero más exitoso de la historia del City en la Premier League, con 4 victorias y 4 partidos con la portería a cero en los seis primero encuentros de la Liga. Titular en la primera mitad de la temporada, su compañero Michael Ball le relegó al banquillo poco antes de Navidades. El Manchester acabó la temporada en noveno lugar y se clasificó para la Copa de la UEFA como premio al fair play.
Su segunda temporada en el City fue más decepcionante que la primera, ya que Garrido solo llegó a jugar 13 partidos en Liga, frente a los 27 de la temporada de su debut. Eso sí, el 8 de octubre de 2008 logró marcar su primer gol con el City en un lanzamiento directo de falta en la derrota por 2-3 que sufrió su equipo frente al Liverpool en Liga. Parte de la culpa de su decepcionante papel la tuvo el radical cambio que comenzó a sufrir el Manchester City desde que se hiciera propietario del club en septiembre de 2008 un grupo inversor de Abu Dhabi. Los inversores de los Emiratos Árabes llegaron al City dispuestos a inyectar una gran cantidad de dinero y convertir a un equipo de la clase media de la Premier en uno de los equipos de referencia del fútbol mundial. Comenzaron a llegar grandes fichajes al club y el puesto de lateral izquierdo se vio también afectado por esta política. La grave lesión en enero de 2009 de Michael Ball, que competía con Garrido por el puesto de lateral izquierdo, propició el fichaje por parte del City del contrastado internacional inglés Wayne Bridge, que llegó del Chelsea F.C. a cambio de £10 millones de libras. Bridge se hizo con la titularidad en la segunda mitad de la temporada. El City acabó en un decepcionante décimo puesto de la Liga. En la Copa de la UEFA alcanzó los cuartos de final, mientras que en los torneos locales de Copa cayó en la primera ronda que disputó.
El Manchester City se siguió reforzando con grandes fichajes de cara a la temporada 2009-10, que Garrido afrontó ya con el claro rol de jugador suplente de Wayne Bridge. Ball abandonó el equipo en junio al terminar su contrato y estar afectado de una grave lesión. Tras aparecer en un par de partidos durante la pretemporada, Garrido permaneció inédito durante buena parte de la primera mitad de la temporada. Solo tras la marcha de Mark Hughes y la llegada del nuevo entrenador Roberto Mancini, llegaron las oportunidades a Garrido. Debutó esa temporada en la jornada 18.ª de Liga, en el Boxing Day y jugando frente al Stoke City. Unos días más tarde, el 28 de diciembre, tras salir como sustituto, marcaba un espectacular gol de falta directa en la victoria por 0-2 frente al Wolverhampton Wanderers. Garrido jugó otros siete partidos, ya como titular durante esa temporada en Liga. La Liga acabó con el City en 5.º lugar clasificado para la Europa League.
El 24 de julio de 2010 el Manchester City anunció el fichaje por £16-19 millones de libras del lateral serbio Aleksandar Kolarov, procedente de la S. S. Lazio. Con este fichaje la posición de Garrido en el equipo quedaba comprometida, ya que con Kolarov y Wayne Bridge en la plantilla, Garrido se perfilaba como segundo recambio en el puesto de lateral izquierdo.

### S. S. Lazio
Unos días más tarde se anunció su fichaje por la Lazio precisamente como sustituto del serbio en su antiguo equipo. Se estimó que el precio de la operación fue de unos 2,5 millones de libras.
Después de cuatro meses de unión con la Lazio, tuvo que esperar hasta hacer su debut el 14 de noviembre de 2010, al entrar como sustituto, en la victoria por 2-0 sobre la S. S. C. Napoli. El 25 de noviembre de 2010 anotó su primer gol, en la cuarta ronda del torneo de la Copa de Italia, en la victoria por 3-0 contra AlbinoLeffe. Poco después de su debut, Garrido pronto sufrió un problema del tendón de Aquiles. El 6 de marzo de 2011, hizo su regreso, al entrar como suplente en la victoria de la Lazio ante el Palermo por 2-0.
La siguiente temporada apenas fue utilizado para el club en la primera mitad de la temporada, debido a problemas musculares, al principio, y luego colar a mediados de marzo. Garrido hizo su primera aparición, haciendo su primera apertura de la temporada, en una derrota de la Lazio 3-2 contra el Génova el 5 de febrero de 2012.

### Norwich City
El 16 de agosto de 2012 se unió al Norwich City en una larga temporada de préstamo por parte de la Lazio, con la opción de extenderlo más allá de la temporada 2012-13. Fue el movimiento completo servicio post-Su autorización internacional fue concedida y se le dio la camiseta número 18. Al unirse a Norwich, Garrido dijo a BBC Norfolk de radio que llegar al club había sido una decisión fácil de tomar.
Hizo su debut el 25 de agosto de 2012 en un empate 1-1 contra el QPR. Desde entonces, Garrido logró vencer a Marc Tierney para la posición de lateral izquierdo y se estableció en el primer equipo. En un partido contra el Manchester United el 17 de noviembre, Garrido asistido Anthony Pilkington, cruzando el balón para que rematara de cabeza, y diera la victoria al Norwich City por 1-0.
El 14 de mayo de 2013 el Norwich ejecutó la opción de compra por Javi Garrido y el 1 de julio se hizo oficial su contrato de dos años, con opción a un año más. No obstante, las dos siguientes temporadas, apenas sumó 15 partidos en total, debido a las lesiones y a la poca confianza de sus entrenadores.

### U. D. Las Palmas
El 7 de agosto de 2015 firmó un contrato de un año con opción a otro con la U. D. Las Palmas, recién ascendido a la Primera División de España. El equipo canario no hizo efectiva la cláusula de renovación y quedó libre, para fichar por el AEK Larnaca de la Primera División de Chipre.
Tras estar un año sin equipo después de su etapa en Chipre, en julio de 2018 firmó con el Real Unión Club de su ciudad natal. Allí jugó hasta su retirada en junio de 2020 tras no renovar contrato.

## Selección nacional
Fue internacional en las selecciones inferiores de España, llegando a conquistar el Europeo sub-19 en 2004 como titular. Participó en cinco partidos de la selección de fútbol del País Vasco.

## Clubes
Actualizado a fin de carrera.
| Club                  | País       | Año       | Partidos | Goles |
| --------------------- | ---------- | --------- | -------- | ----- |
| Real Sociedad B       | España     | 2002-2004 | 29       | 0     |
| Real Sociedad         | España     | 2004-2007 | 90       | 1     |
| Manchester City F. C. | Inglaterra | 2007-2010 | 57       | 2     |
| S. S. Lazio           | Italia     | 2010-2012 | 21       | 0     |
| Norwich City F. C.    | Inglaterra | 2012-2015 | 47       | 0     |
| U. D. Las Palmas      | España     | 2015-2016 | 23       | 0     |
| AEK Larnaca           | Chipre     | 2016-2017 | 22       | 1     |
| Real Unión Club       | España     | 2018-2020 | 46       | 0     |

## Palmarés

### Títulos internacionales
| Título          | Club (*)      | País  | Año  |
| --------------- | ------------- | ----- | ---- |
| Eurocopa sub-19 | España sub-19 | Suiza | 2004 |

(*) Incluyendo la selección.